# Nottoway, Virginia
Nottoway eller Nottoway Court House är administrativ huvudort i Nottoway County i Virginia. Orten har fått sitt namn efter indianfolket nottoway.